# Opera Leśna

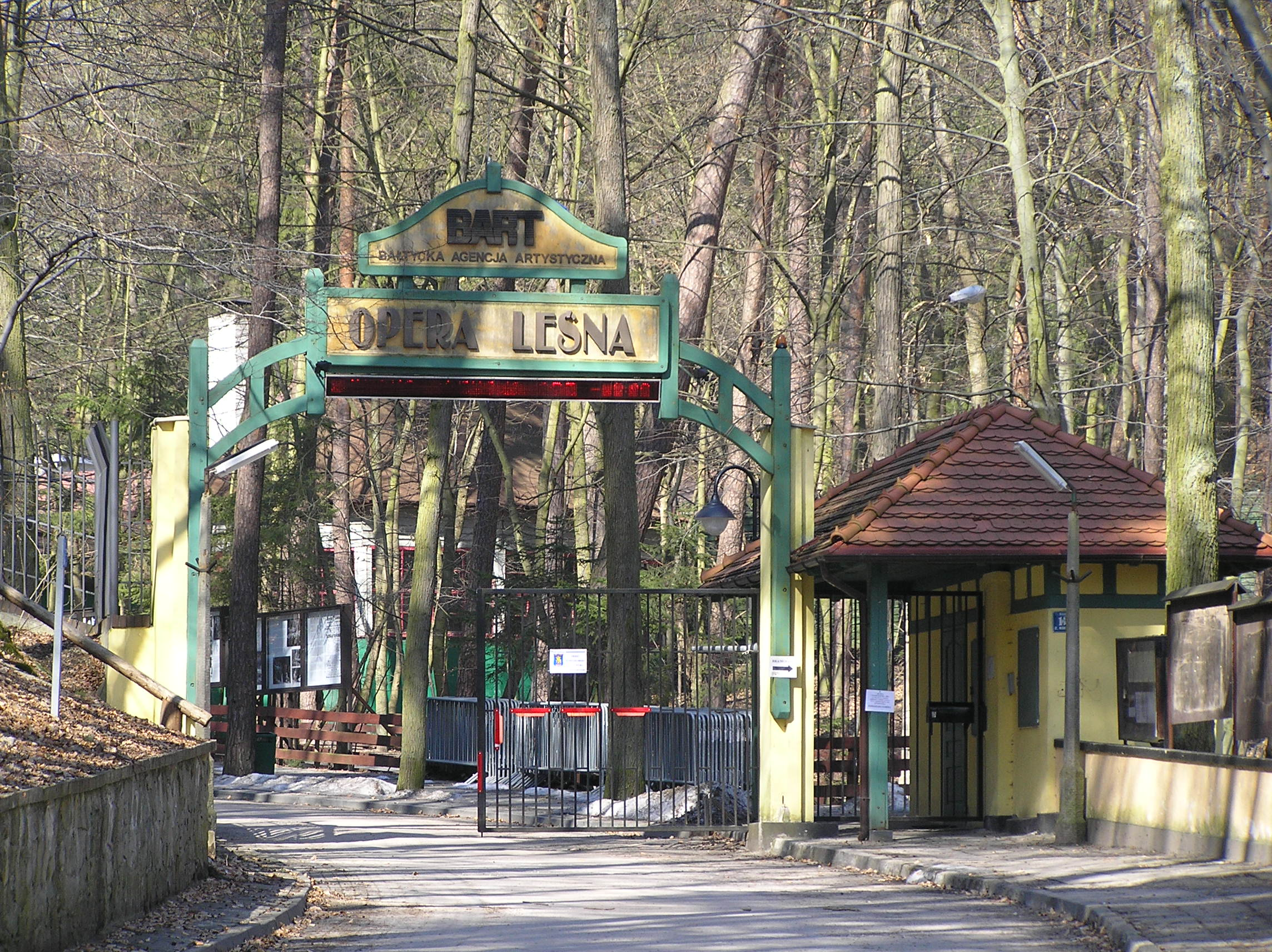
Der Eingang zur Waldoper (2005)

Die Opera Leśna (deutsch „Waldoper“) ist ein Freilichttheater in der polnischen Stadt Sopot.

## Geschichte

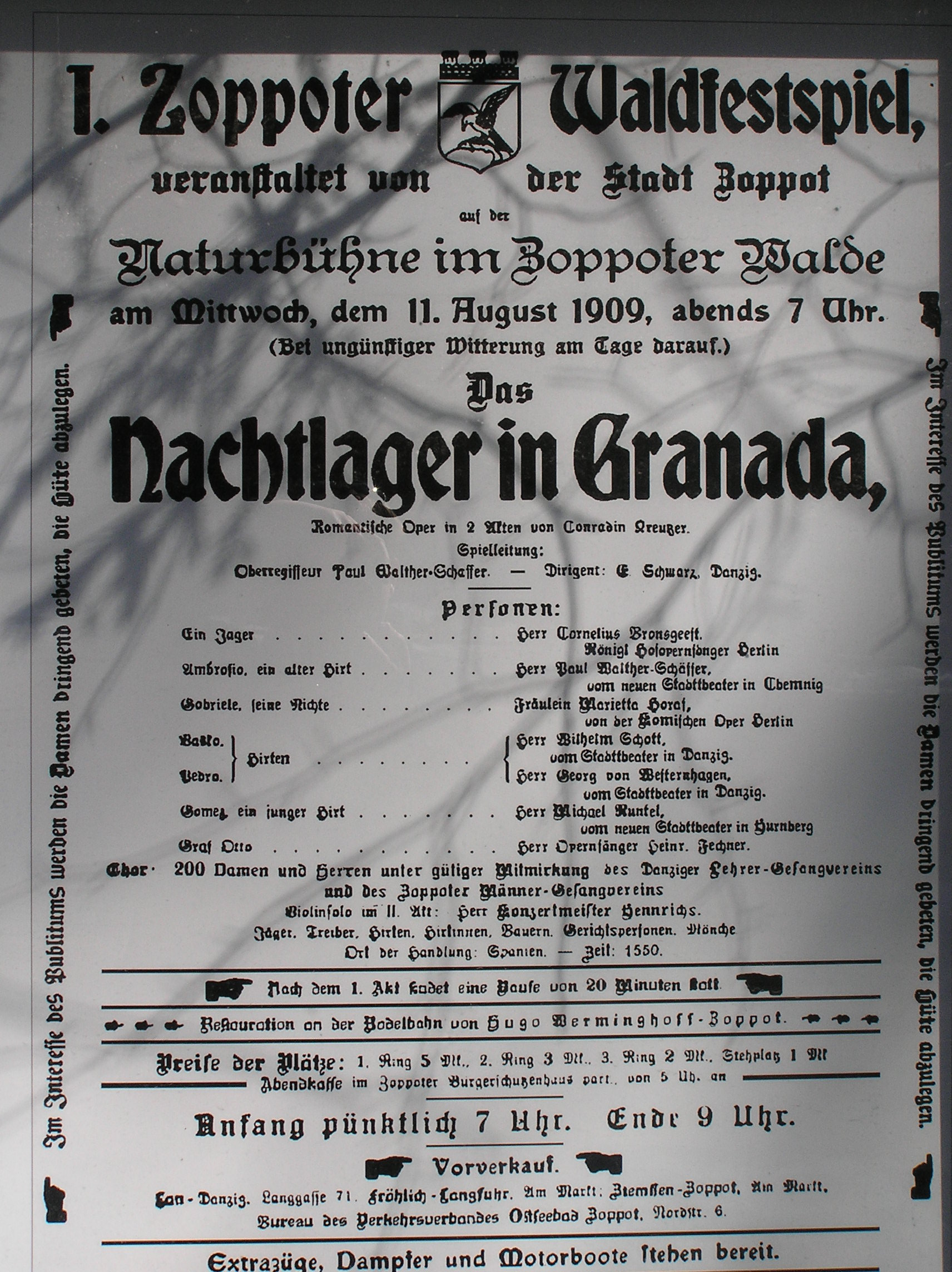
Theaterzettel zur Eröffnung des ersten Zoppoter Waldfestspiels auf der Naturbühne im Zoppoter Walde (1909).

### 1909 bis 1960
Die heutige Waldoper wurde unter der Bezeichnung Naturbühne im Zoppoter Walde am 11. August 1909 mit einer Aufführung von Conradin Kreutzers Oper Das Nachtlager in Granada ins Leben gerufen. Das ursprüngliche Zoppoter Waldfestspiel bestand bis zum 11. August 1944, als es mit einer Aufführung von Wagners Siegfried geschlossen wurde. Seit der Eröffnung fanden fast jährlich Veranstaltungen statt. Von 1922 bis 1942 wurden insbesondere die Opern von Richard Wagner zur Aufführung gebracht. Bekannte Dirigenten wie Max von Schillings, Robert Heger, Erich Kleiber und Franz von Hoesslin leiteten die Aufführungen.
Wegen ihrer Qualität und Einzigartigkeit erreichten die Aufführungen schon bald internationalen Bekanntheitsgrad. Nach der Machtübernahme der Nazis entwickelte sich Sopot zu einer der bedeutendsten Theaterstätten im Dritten Reich und wurde als „Bayreuth des Nordens“ bekannt. Ein Orchester mit 130 Musikern und ein Chor von 500 Sängern standen bei den Aufführungen zur Verfügung. Gerühmt wurde von Besuchern auch die als magisch empfundene Qualität des Platzes.

Zeltdach über der Waldoper (2015)

### Seit 1960
Anfang der 1960er-Jahre wurde die Oper grundlegend modernisiert und vollständig mit einem Kunststoffdach versehen. Ab 1964 fand das 1961 gegründete internationale Musikfestival Sopot Festival in der nun überdachten Waldoper statt.
Nach den August-Streiks 1980 in Polen, insbesondere im benachbarten Danzig, wurde die Oper einige Jahre geschlossen, bis man 1984 das Sopot-Festival wieder aufnahm.
Der Veranstaltungsort bietet 5000 Zuschauern Platz. Auf dem Gelände befinden sich zusätzlich ein kleiner Konzertsaal (250 Plätze), ein Tonstudio sowie ein Café.

## Tondokumente
- Waldoper Zoppot – Das Bayreuth des Nordens und seine Sänger. Preiser Records, Wien. 4 CDs. PR 89406 (2000).

## Einzelnachweis
1. ↑  
Booklet zur CD-Sammlung In Memoriam Hans Knappertsbusch. Tahra Tah 606-609, Seiten 4–5.

Koordinaten: 54° 26′ 41″ N, 18° 32′ 40″ O